# 八上王
八上王（やかみおう、生没年不詳）は、奈良時代から平安時代初期にかけての皇族・貴族。臣籍降下後の氏姓は山科真人。天智天皇の玄孫で、無位・湯原王の孫、市師王の子とする系図がある。官位は従五位下・内礼正。

## 経歴
天平神護3年（767年）称徳天皇が「今、諸王を見ると年老いた者が多い。その中には働きを褒めるべきものや、あるいは朕が心中哀れに思う者がいる。そこで、それぞれの状態に従って位階を定める」という詔を発し、これにより篠島王・広川王・調使王・鴨王・壱志濃王・田中王・礒部王らとともに无位から従五位下に直叙される。
それからしばらく動静が知られていないが、延暦元年（782年）内礼正に任じられると、延暦5年（786年）諸陵頭、延暦10年（791年）には内礼正に再任されるなど、桓武朝前半に京官を歴任した。
桓武朝末の延暦24年（804年）山科真人の氏姓を与えられて臣籍降下している。

## 官歴
『六国史』による。
- 天平神護3年（767年） 正月18日：従五位下
- 延暦元年（782年） 8月25日：内礼正
- 延暦5年（786年） 10月8日：諸陵頭
- 延暦10年（791年） 3月21日：内礼正（再任）
- 延暦24年（804年） 2月15日：臣籍降下（山科真人）